# Rico Puhlmann

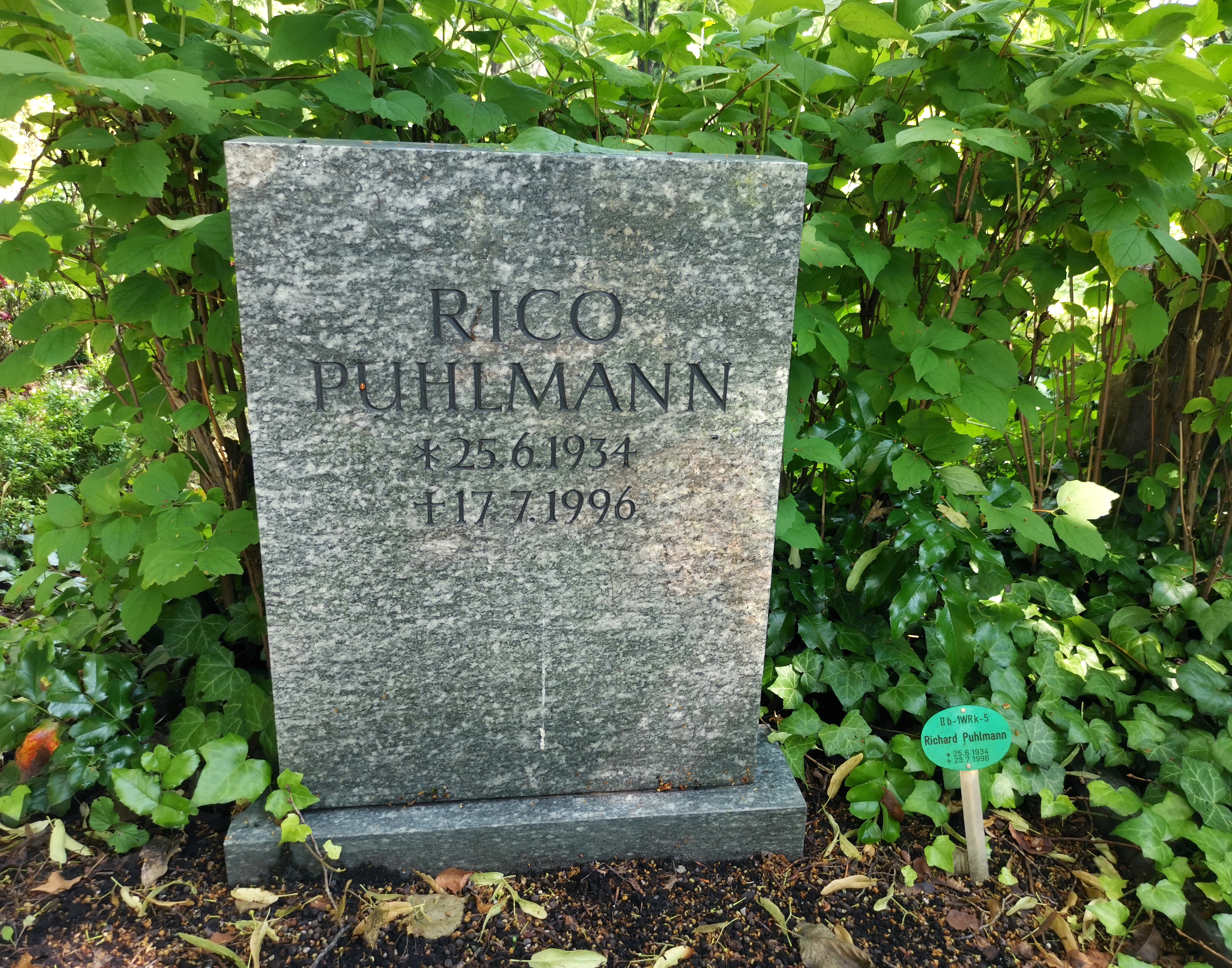
Gedenkstein auf dem Friedhof Steglitz, Feld II b

Richard Georg Willi Puhlmann, als Kinderdarsteller Willi Puhlmann, als Fotograf Rico Puhlmann (* 25. Juni 1934 in Berlin; † 17. Juli 1996 nahe Long Island, New York) war ein deutscher Kinderdarsteller und Fotograf.

## Leben und Wirken

### Als Filmschauspieler
Richard Georg Willi Puhlmann wurde als Siebenjähriger für den Film entdeckt und war die verbleibenden Kriegsjahre als Willi Puhlmann ein gefragter Kinderdarsteller. Im Herbst 1943 entschied man sich, ihn für die Märchenverfilmung Der kleine Muck mit der Titelrolle zu besetzen. Das Kriegsende markierte zugleich weitgehend Puhlmanns frühes Karriereende, lediglich zwei kleinere Rollen wurden dem Teenager in zwei DEFA-Produktionen 1949 und 1954 angeboten.

### Als Fotograf
Bereits 1951 begann Puhlmann mit einem Studium der Modegrafik, Grafik und Kunstgeschichte an Berlins Hochschule für Bildende Künste. Seit 1955 arbeitete er nun als Rico Puhlmann freiberuflich als Modezeichner für mehrere deutsche Zeitschriften und die französische Vogue. Gleichzeitig fotografierte Puhlmann Mode für deutsche (wie Constanze, Stern, Petra und Brigitte) wie internationale Zeitschriften und porträtierte Stars aus Film, Musik und Mode, darunter Hildegard Knef, Cindy Crawford, Mel Gibson, Cheryl Tiegs, Naomi Campbell, Rex Gildo, Connie Froebes, Senta Berger, Marianne Koch und Isabella Rossellini.
1970 ließ sich Rico Puhlmann in New York nieder, wo er seine Karriere als Modefotograf fortsetzte und fortan dort ansässige Hochglanzpublikationen wie Harper’s Bazaar, Glamour, GQ aber auch die New York Times belieferte. 1972 wurde Puhlmann für seine fotografischen Leistungen von der New Yorker „Society of Publication Designers“ ausgezeichnet.
In den Jahren 1973 bis 1976 lieferte Puhlmann als Autor, Regisseur, Kameramann und Moderator Beiträge für den SFB im Rahmen der Sendung „Modejournal – Sounds und Silhouetten“. 1976 stellte der Fotograf seine eigene Blusenkollektion unter dem Signum „Rico Puhlmann Design“ vor. Die gesamten 1980er und 1990er Jahre setzte Rico Puhlmann seine Arbeit als Modefotograf fort und gestaltete optisch die Kampagnen für Mode- und Kosmetikfirmen wie Ungaro, Fendi, Donna Karan, Calvin Klein, Estée Lauder, L’Oréal, Clinique und Revlon. Puhlmann-Werke werden im Rahmen der Dauerausstellung „Menschen, Mode und Maschinen“ im Stadtmuseum Nordhorn ausgestellt.

### Tod
Puhlmann starb wie alle weiteren 229 Flugzeuginsassen am 17. Juli 1996 infolge des Absturzes von Trans-World-Airlines-Flug 800.

## Filmografie (komplett)
- 1942: Fronttheater
- 1943: Liebesgeschichten
- 1944: Der kleine Muck
- 1944: Der grüne Salon
- 1945: Der Scheiterhaufen
- 1949: Figaros Hochzeit
- 1954: Pole Poppenspäler